# Teatro de Blackfriars
El teatro Blackfriars fue uno de los teatros privados que han tomado más relevancia durante la época del renacimiento inglés. Tal vez ello se deba a la labor que desarrolló allí el famoso dramaturgo William Shakespeare.

## Origen
En 1275 se estableció en la ribera del río Támesis un convento de frailes dominicos que tenían la particularidad de vestir sobre su hábito blanco una capa negra. Por ello es los comenzó a llamar los Blackfriars («black»: negro; «friars»: frailes). Estos frailes lograron ganarse el permiso de las autoridades de la ciudad de Londres para disponer de todo un predio para ser usado a su voluntad con toda libertad, lo cual permitía que una región de la ciudad permaneciera fuera del alcance de los puritanos y a favor del desarrollo de la actividad teatral.
En 1538, con la disolución de los monasterios por parte de Enrique VIII, el recinto fue cerrado, así como también sus jardines. El territorio fue parcelado y vendido para la construcción de grandes palacios.

## Primer Blackfriars
En 1554, Bartolomé de Carranza viajó con el joven príncipe Felipe a Inglaterra, adonde fue para casarse con María Tudor. Allí, Carranza se distinguió por su celo en aplastar herejes y purificó las universidades de Oxford y Cambridge, ganándose el título de «The Black Friar» (El fraile negro). 
En 1576, bajo el reinado de Isabel I, una de esas parcelas fue alquilada por Richard Farrant, profesor de los niños de la parroquia, para representar las obras de teatro de su compañía, los Chapel Children (los Chicos de la parroquia). Las compañías infantiles eran muy comunes en la época y muchas veces lograban ser una competencia muy dura de superar para las compañías de los grandes; los chicos representaban sobre temas adultos y la admiración hacia ellos probablemente se haya debido a esa novedad. 
Este teatro era de una construcción muy sencilla; contaba con una sala dispuesta a lo largo con dos gradas en los costados, un escenario en el medio y estaba techado. Pero el teatro infantil llegaría a su fin en 1584, tras ser catalogado como un teatro osado y políticamente atrevido, y con él finalizaría también lo que se denominó el «primer período del Blackfriars».

## Segundo Blackfriars
En 1596 otra parte del viejo convento de los frailes dominicos fue comprada por James Burbage, quien adaptó el lugar para transformarlo en un teatro privado que sería reconocido como el «segundo Blackfriars». A diferencia de los teatros públicos (tales como The Globe, The Theatre, The rose, etc.), los teatros privados eran para un público más selecto, ya que tenían un precio de entrada elevado (cinco veces más caras). Eran escenarios cerrados, lo que permitía la representación de las obras durante el invierno, las cuales se llevaban a cabo bajo la lumbre de las antorchas.
En 1597 Richard Burbage, hijo de James, heredó el teatro y lo alquiló a Henry Evans por un período convenido de veintiún años. El nuevo inquilino decidió convocar a la compañía de teatro infantil Chapel Children, que había pasado a llamarse Queen Anne’s Revels, para que fuera la responsable de llevar a cabo las representaciones en el lugar; pero esta compañía perdería su apadrinamiento real tras una supuesta ofensa al rey Jaime I de Inglaterra; por lo tanto, el contrato debió ser rescindido y el teatro devuelto a su dueño en 1605; pero no sería sino hasta 1608 cuando Richard reabriría las puertas para llevar a cabo las representaciones de su propia compañía teatral King’s Men (antigua Lord Chamberlain’s Men).
Burbage y su grupo utilizó el teatro sin interrupciones hasta 1642, año en que se desató la guerra civil inglesa y debieron ser cerrados todos los teatros. Finalmente, el Blackfriars Theatre sería demolido en 1655.
- Datos: Q880830